# Heinrich Christian Motz
 Heinrich Christian Motz  (* 15. Mai 1761 in Bremen; † 3. Dezember 1832 in Bremen) war ein Jurist  und Senator der Stadt Bremen.

## Biografie
Motz war ein Enkel des Kommandanten von Bremen, Christoph Ludwig Motz, und ein Sohn des Advokaten Werner Christian Motz und der Adelheid Motz, geb. Dünsing. Er war verheiratet mit der Senatorentochter Margarethe Meinertzhagen und beide hatten fünf Kinder. Der Pädagoge Wilhelm Dethard Motz war ein Neffe.
Er absolvierte ab 1779 das Gymnasium Illustre in Bremen Nach dem Abitur studierte er ab 1782 Rechtswissenschaften an der Universität Marburg und promovierte 1785 zum Dr. jur. Er war danach Advokat in Bremen. 1792 wurde er Senator in Bremen. Für 6 Monate war 1811 provisorischer Munizipalrat (Gemeinderat) in der Bremer Franzosenzeit und danach wieder ab Ende 1813 Senator bis zu seinem Tod.